# Deguelia densiflora
Deguelia densiflora là một loài thực vật có hoa trong họ Đậu. Loài này được (Benth.) A.M.G. Azevedo ex M. Sousa mô tả khoa học đầu tiên năm 2009.